# Frank Lampard
Frank James Lampard Jr., noto semplicemente come Frank Lampard (pron. fræŋk ʤeimz ˈlæmpɑːd; Londra, 20 giugno 1978), è un allenatore di calcio ed ex calciatore inglese, di ruolo centrocampista, tecnico del Coventry City.
Considerato come uno dei migliori centrocampisti inglesi della storia del calcio nonché come uno dei migliori della sua generazione, rientra nella ristretta cerchia dei calciatori con almeno 1000 presenze in carriera. È stato inoltre inserito per cinque volte tra i candidati alla vittoria del Pallone d'oro (2004, 2005, 2006, 2008, 2009), arrivando a raggiungere la seconda posizione nel 2005 alle spalle di Ronaldinho. Il 19 maggio 2021 è stato anche inserito nella Hall of Fame del calcio inglese.
Bandiera del Chelsea, club di cui risulta il miglior marcatore di tutti i tempi con 211 gol, nell'arco della sua carriera ha vinto tre campionati di Premier League, quattro FA Cup, due League Cup, due Community Shield, una Champions League, un'Europa League ed una Coppa Intertoto.
Con la nazionale inglese ha totalizzato 106 presenze e 29 gol tra il 1999 e il 2014, partecipando a tre edizioni del campionato mondiale (2006, 2010 e 2014) e ad una del campionato europeo (2004).

## Biografia
Nato a Romford, un borough dell'East End londinese, ha studiato presso la Brentwood School, una scuola privata di Brentwood, in Essex. Proviene da una famiglia di calciatori di successo: è infatti figlio di Frank Lampard, Sr. (ex difensore del West Ham e vincitore di due FA Cup), nipote di Harry Redknapp (anch'egli calciatore del West Ham) e cugino di Jamie Redknapp (il quale vinse la Coppa UEFA nel 2001 con il Liverpool).
Il calciatore ha scritto un'autobiografia (Totally Frank), pubblicata nell'agosto 2006. Ha avuto due figlie dall'ex moglie Elen Rivas, da cui ha divorziato nel febbraio 2009; dall'ottobre dello stesso anno ha intrapreso una relazione con la presentatrice nordirlandese Christine Bleakley. Il giocatore è dichiaratamente schierato col Partito Conservatore britannico.
Nel marzo 2009 è stata resa pubblica una notizia dal medico della società, Brian English, secondo la quale Lampard avrebbe un quoziente d'intelligenza superiore a 150.
Per la stagione 2024-2025 fa parte della squadra di opinionisti di Prime Video in Inghilterra per le gare di Champions League.

## Caratteristiche tecniche

### Calciatore
(José Mourinho)
Giocava nel ruolo di centrocampista centrale, posizione nel quale si è affermato come uno dei migliori interpreti al mondo. Ai tradizionali compiti del mediano univa il tempismo nell'inserimento in zona offensiva, nonché l'abilità nell'eseguire i calci piazzati (punizioni e rigori): tali doti gli hanno permesso di risultare, nonostante la posizione arretrata, un centrocampista estremamente prolifico, tanto da arrivare a realizzare in carriera più di 300 gol.
A detta dello stesso Lampard, la sua maturazione tecnica è dovuta alla gestione di Claudio Ranieri (il quale lo allenò al Chelsea per un triennio) che gli insegnò ad applicarsi in fase difensiva. Si è inoltre distinto per la professionalità con cui si approcciava al suo mestiere.

## Carriera

### Giocatore

#### Club

##### West Ham
Formatosi nelle giovanili del West Ham, esordì tra i professionisti nel 1995 con la maglia dei gallesi dello Swansea City (squadra alla quale era stato prestato per sei mesi). Tornato a Londra, durante la stagione successiva fece il suo esordio nel campionato inglese sotto la guida tecnica dello zio Harry Redknapp, con il quale rimase fino al 2001, riuscendo anche a vincere la Coppa Intertoto nel 1999. Nonostante l'affetto dei suoi tifosi, dopo l'esonero dello zio decise di andarsene, e il club accettò così la cospicua offerta di 11 milioni di sterline pervenuta dai rivali del Chelsea.

##### Chelsea

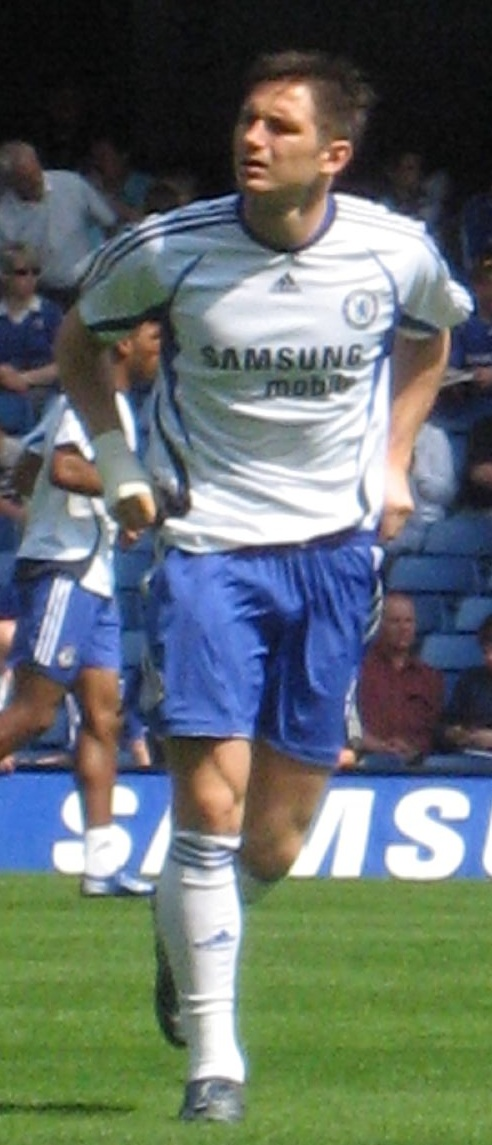
Lampard con la maglia del Chelsea nel 2007

Nel giugno 2001 passò quindi ai Blues, fortemente voluto dall'allenatore Ranieri. Esordì il 19 agosto, nella gara pareggiata 1-1 contro il Newcastle; il 16 settembre, in occasione del derby con il Tottenham (terminato 3-2 in favore della sua squadra), fu espulso. 4 giorni dopo mise a segno il primo gol, contro i bulgari del Levski Sofia in Coppa UEFA.
Il 13 ottobre scese in campo nella partita con il Leicester (vinta 2-0), dando inizio ad una serie di presenze consecutive che si sarebbe arrestata soltanto nel 2005. Pur continuando a giocare e segnare con regolarità, non sollevò alcun trofeo. Nel 2004, il Chelsea arrivò infatti secondo in campionato (dietro l'imbattuto Arsenal) e raggiunse le semifinali di Champions League arrendendosi al Monaco.
Nel 2004, il club londinese assunse José Mourinho come nuovo allenatore: sotto la conduzione tecnica del portoghese, che era solito impiegare il 4-3-3, le qualità di Lampard furono maggiormente valorizzate. Durante la stagione 2004-05, il centrocampista risultò tra i principali artefici della vittoria in Premier League (a mezzo secolo dall'unica precedente affermazione). La formazione disputò anche, per il secondo anno di fila, le semifinali di Champions League venendo eliminata dai connazionali del Liverpool.
Nel dicembre 2005, dopo aver disputato 164 gare consecutivamente, la sua striscia si fermò a causa di un virus che gli impedì di giocare contro il Manchester City. Il 6 gennaio 2007 realizzò la prima tripletta in carriera, durante la partita di FA Cup con il Macclesfield che i Blues vinsero 6-1.
All'inizio della stagione 2007-08, riportò un infortunio che ne limitò il contributo alla squadra. Il 16 febbraio 2008, andando a segno due volte contro l'Huddersfield, raggiunse la quota di 100 gol con il Chelsea. Per festeggiare il traguardo, indossò una maglia celebrativa con cui ringraziava i tifosi. Il 30 aprile successivo, segnò su rigore (nei supplementari) la rete del 2-1 contro il Liverpool nel ritorno delle semifinali di Champions League: i Blues si imposero per 3-2, accedendo alla finale. Nell'occasione, esultò al gol correndo verso la bandierina per poi piangere in ginocchio e baciare la fascia che portava al braccio in segno di lutto: la madre era infatti morta pochi giorni prima, a causa di una polmonite. Nella finale con il Manchester United, disputata 3 settimane dopo, pareggiò la rete di Cristiano Ronaldo ma i Red Devils vinsero poi ai rigori.
In estate, dopo il passaggio di Mourinho all'Inter, i media accostarono più volte il nome del centrocampista ai nerazzurri. Lo stesso tecnico lusitano seguì personalmente la trattativa, che però non giunse a termine. Lampard rimase quindi nella capitale inglese, dove il 13 settembre segnò il 150º gol da professionista. Sette settimane più tardi, trovò anche la centesima marcatura in Premier League, in occasione del netto successo per 5-0 contro il Sunderland. Il 1º febbraio 2009 venne espulso nell'incontro con il Liverpool (conclusosi 2-0 in favore dei Reds), ma il cartellino rosso fu successivamente revocato dalla Football Association.
Nella stagione 2009-2010, con Carlo Ancelotti in panchina, Lampard riuscì a vincere il Community Shield e il double campionato-FA Cup, il primo della storia del Chelsea. Nonostante il nuovo allenatore l'avesse leggermente arretrato di posizione nel modulo utilizzato rispetto a quanto il giocatore fosse abituato negli anni precedenti, trovò lo stesso la via del gol, totalizzando 27 reti in 51 partite, un record per lui. Tra questi vi furono i 4 del 27 marzo 2010, realizzati nella partita vinta 7-1 ai danni dell'Aston Villa, nella quale oltretutto raggiunse il terzo posto nella classifica dei marcatori interna al Chelsea con un totale di 151 marcature, superando un vecchio idolo dei tifosi, l'attaccante Peter Osgood.
Il 7 marzo 2011 realizza una doppietta in Blackpool-Chelsea 1-3. Il 16 aprile 2011 segna il gol del definitivo 3-1 per i Blues sul campo del West Brom. Il 23 aprile 2011 sblocca il risultato contro il West Ham partita poi terminata 3-0 per i Blues.
Il 27 agosto 2011 segna il primo gol in campionato nella partita vinta 3-1 contro il Norwich City. Nella seconda giornata di Champions League realizza la prima rete della partita contro il Valencia, che però finirà 1-1. La prima tripletta arriva il 2 ottobre 2011 contro il Bolton finita 5-1. Si ripete il 29 ottobre nel derby di Londra contro l'Arsenal finita 3-5 per i Gunners. Il 12 dicembre 2011 realizza un gol su rigore nella partita vinta 2-1 contro il Manchester City. Dopo il licenziamento di Villas-Boas, con cui Lampard ha avuto dei problemi, Abramovič ha promosso come allenatore ad interim il vice Roberto Di Matteo, che ha portato la formazione londinese a vincere la FA Cup e la sua prima storica Champions League, il 19 maggio 2012.

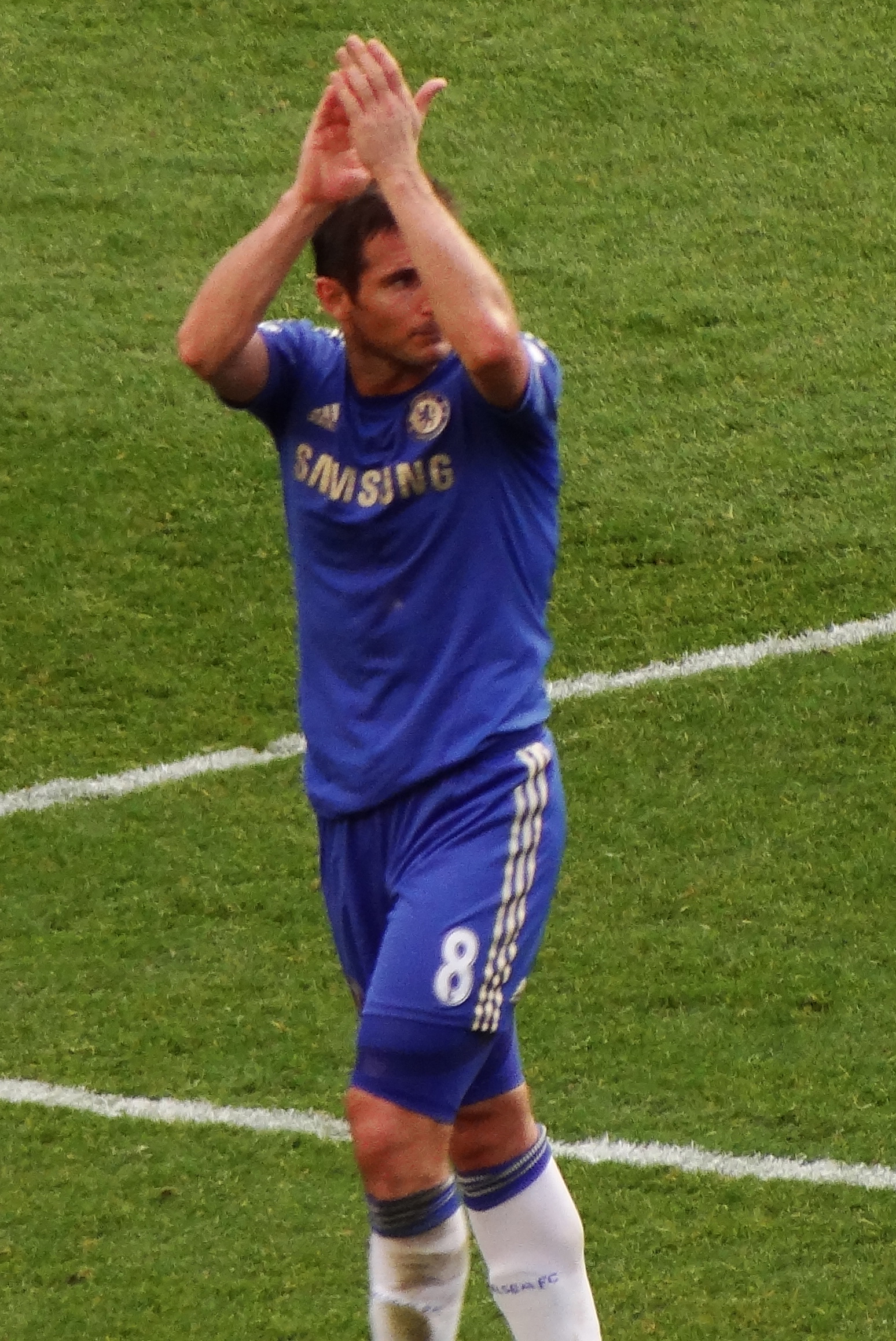
Lampard con la maglia del Chelsea nel 2013

Il 18 agosto 2012, nella prima partita di Premier League, segna su rigore procurato da Eden Hazard al 7'. Dopo quattro giorni, nella seconda partita di Premier League contro il Reading, segna di nuovo su rigore sempre procurato da Hazard. Il 30 dicembre sigla una doppietta che consente di rimontare e di vincere la partita contro l'Everton (1-2). Il 2 febbraio 2013, segnando un gol nella partita contro il Newcastle (persa poi 3-2), diventa il primo giocatore ad aver segnato almeno 10 gol in 10 stagioni in Premier League consecutive. Il 17 marzo nel derby casalingo contro il West Ham (vinto 2-0), segna il suo 200º gol con la maglia del Chelsea. L'11 maggio, grazie alla doppietta contro l'Aston Villa, raggiunge quota 203 gol e, superando Bobby Tambling, diventa il miglior marcatore nella storia dei Blues. Il 13 maggio firma un rinnovo annuale prolungando la sua permanenza al Chelsea fino al 30 giugno 2014. Nonostante un rapporto negativo col tecnico dei londinesi Rafael Benítez, subentrato a Di Matteo nel mese di novembre, Chiude la stagione 2012-2013 con un bottino di 15 gol in 29 partite in campionato, risultando essere il miglior marcatore stagionale del Chelsea in Premier League ed il secondo in assoluto (con 17 gol in 50 partite) alle spalle di Fernando Torres, autore di 23 reti tra tutte le competizioni.
Comincia subito la nuova stagione (in cui José Mourinho era tornato ad allenare i Blues) segnando su punizione all'esordio contro l'Hull City. Il 2 aprile 2014, in occasione del match di andata dei quarti di finale perso 2-1 contro il PSG, raggiunge il traguardo delle 100 presenze in UEFA Champions League (preliminari esclusi). Nella seconda parte di stagione vede diminuire il suo minutaggio in campo a seguito dell'acquisto di Nemanja Matić nella sessione invernale di calciomercato e conclude la sua ultima stagione con i blues con 8 gol (il minimo dal 2001-2002) all'attivo in 40 presenze fra tutte le competizioni.
Il 2 giugno 2014 il Chelsea annuncia attraverso il proprio sito ufficiale che, al termine della stagione, Lampard lascerà i Blues dopo 13 stagioni, 648 partite disputate, 211 gol segnati e 13 titoli vinti. È il miglior marcatore della storia del Chelsea con 211 reti.

##### Manchester City

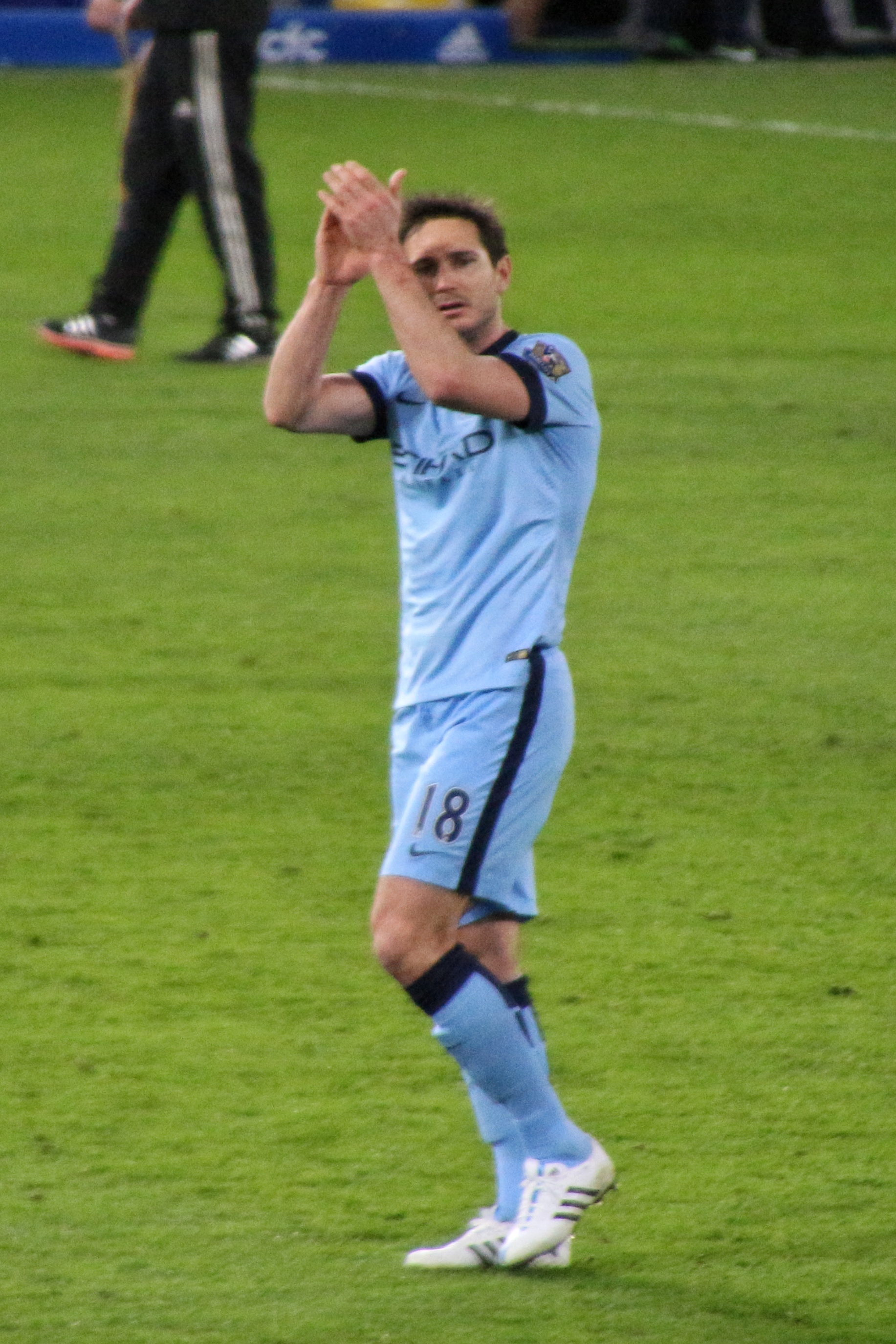
Lampard con la maglia del Manchester City nel 2015

Il 24 luglio 2014 viene annunciato il suo ingaggio da parte del New York City, con cui firma un contratto biennale. Viene poi girato in prestito per sei mesi al Manchester City per mantenersi in forma in attesa dell'inizio della Major League Soccer 2015. Il 31 dicembre, sul sito ufficiale del New York City, viene annunciato il prolungamento del prestito ai Citizens fino al termine della stagione europea. Il giorno successivo la Premier League comunica che Lampard è registrato solamente come giocatore del Manchester City e non risulta alcun accordo di prestito tra la società inglese e quella statunitense. Il 9 gennaio il club di Manchester ammette che Lampard non ha mai firmato un contratto con il New York City ma solo un "impegno" non vincolante ad unirsi alla squadra statunitense, ed è quindi da intendersi a tutti gli effetti un proprio giocatore. L'annuncio del prolungamento del contratto con il Manchester City ha provocato la rabbia dei tifosi del club della Grande Mela e dei commentatori, che hanno accusato il New York City di aver usato il nome del giocatore per una promozione disonesta e il commissioner della MLS, Don Garber, di scarsa leadership e trasparenza nella gestione dell'affare.
Fa il suo esordio con il Manchester City il 13 settembre 2014, partendo titolare nella partita pareggiata per 2-2 contro l'Arsenal; dopo aver rimediato un cartellino giallo viene sostituito nell'intervallo da Samir Nasri. Il 21 settembre seguente, nella partita pareggiata per 1-1 contro il Chelsea, realizza il suo primo gol con la maglia dei Citizens. Dopo soli tre giorni si ripete, segnando una doppietta nell'incontro di League Cup vinto per 7-0 contro lo Sheffield Wednesday. Il 13 dicembre, grazie al gol vittoria siglato nella trasferta contro il Leicester City, raggiunge Thierry Henry al quarto posto nella classifica all-time dei marcatori della Premier League con 175 reti segnate. Il 1º gennaio 2015 realizza il gol vittoria contro il Sunderland arrivando a 176 marcature nella massima serie inglese e staccando l'attaccante transalpino. Il 14 marzo, nell'incontro perso per 0-1 contro il Burnley, taglia il traguardo delle 600 presenze in Premier League, diventando il secondo a superare questo traguardo dopo Ryan Giggs, primo nella classifica all-time di incontri disputati a quota 672. Torna al gol il 24 maggio contro il Southampton, sua ultima partita in Premier League, sbloccando la partita (poi vinta 2-0 dal Manchester City) al 31º del primo tempo. Conclude così la sua esperienza ai Citizens con 38 presenze e 8 gol segnati fra campionato e coppe.

##### New York City e ritiro
Il 10 gennaio 2015 firma un contratto con la Major League Soccer per giocare con il New York City a partire dal 1º luglio seguente. Rimane fermo per tutto il mese di luglio a causa di un infortunio per poi esordire il 1º agosto, subentrando al 69', nella sconfitta casalinga contro i Montreal Impact. La stagione di esordio in MLS si rivela deludente con la squadra newyorkese che rimane fuori dal play-off e Lampard colleziona solo 10 presenze nelle quali segna 3 reti.
Anche la stagione 2016 comincia all'insegna degli infortuni per Lampard, che rimane fermo oltre due mesi per uno stiramento al polpaccio e una successiva ricaduta. Scende così in campo per la prima volta il 21 maggio, nel derby perso per 7-0 contro i New York Red Bulls, durante il quale viene anche fischiato dai suoi tifosi. Dopo altre due partite da subentrato nei minuti finali ritrova il posto da titolare il 18 giugno, nel match casalingo contro i Philadelphia Union, segnando dopo soli 8' di gioco. Nelle partite successive risulta decisivo segnando altri sette gol in altrettante partite e contribuendo alla risalita del New York City fino al primo posto nella eastern conference.
Il 14 novembre 2016 viene annunciato che alla scadenza del suo contratto, al termine dello stesso anno, lascerà il club; termina così la sua esperienza con il New York City dopo una stagione e mezzo, durante la quale ha disputato 31 partite e segnato 15 gol in competizioni ufficiali.
Ormai trentottenne, il 2 febbraio 2017 annuncia il ritiro dall'attività agonistica, dopo aver vinto 14 trofei e segnato 312 gol in 1044 partite giocate tra club e nazionale.

#### Nazionale
Il tecnico Peter John Taylor, allenatore dell'Under-21 inglese, fu un suo estimatore e lo convocò stabilmente nella selezione giovanile. Esordì nel novembre 1997, partecipando all'Europeo di categoria 2000 e riportando, complessivamente, 19 presenze con 9 reti. Soltanto gli attaccanti Shearer e Jeffers hanno fatto meglio, con 13 marcature ciascuno. Nel frattempo, debuttò anche con la Nazionale maggiore in un'amichevole contro il Belgio dell'ottobre 1999.
Realizzò il primo gol con i Leoni il 20 agosto 2003, nel corso dell'amichevole con la Croazia vinta per 3-1. Al termine della stagione, Eriksson lo convocò per l'Europeo 2004, manifestazione in cui il tecnico lo impiegò come titolare a centrocampo, venendo ripagato con buone prestazioni. Lampard mise a segno 3 reti, con la squadra che venne eliminata ai quarti dal Portogallo. Fu inoltre inserito nella formazione ideale del torneo. Nelle qualificazioni al Mondiale 2006, un suo gol (su rigore) contro l'Austria valse l'aritmetico accesso alla fase finale. Sia nel 2004 che nel 2005, inoltre, venne eletto calciatore inglese dell'anno dai tifosi.
Al Mondiale tedesco, il giocatore offrì tuttavia prestazioni sottotono, pur non saltando alcun minuto delle partite giocate dalla propria nazionale. Nei quarti di finale contro il Portogallo fallì un rigore della sequenza finale, contribuendo all'eliminazione inglese. In seguito, i britannici mancarono la qualificazione all'Europeo 2008 perdendo con la Croazia l'incontro decisivo: nell'occasione, Lampard fu autore del temporaneo 2-2. Il 9 settembre 2009, sempre contro gli slavi, mise a segno una doppietta: la vittoria per 5-1 qualificò l'Inghilterra ai Mondiali 2010. Il torneo riservò un'altra delusione ai Leoni, sconfitti dalla Germania negli ottavi di finale: il centrocampista realizzò la rete del possibile 2-2, che tuttavia non fu convalidata malgrado il pallone avesse superato la linea di porta. I tedeschi vinsero poi per 4-1.
Fu convocato per l'Europeo 2012, ma un infortunio alla coscia lo costrinse a dare forfait, venendo rimpiazzato da Jordan Henderson. Dopo aver contribuito alla qualificazione per il Mondiale 2014 con 4 gol (tra cui una doppietta alla Moldavia), ottenne un'unica presenza nel torneo giocando contro la Costa Rica il 24 giugno. Due mesi più tardi, il 26 agosto 2014, annunciò il ritiro dalla nazionale.

### Allenatore

#### Derby County
Il 31 maggio 2018 diventa il nuovo tecnico del Derby County. Arriva sesto in Championship qualificandosi così ai play-off dove, dopo aver superato in maniera rocambolesca il Leeds United da sfavorito (dopo aver perso in casa 0-1 all'andata la sua squadra ha vinto 2-4 al ritorno a Leeds), il 27 maggio 2019 perde la finale dei play-off contro l’Aston Villa per 2-1.

#### Chelsea
Il 4 luglio 2019 diventa il nuovo allenatore del Chelsea, con cui debutta in gare ufficiali il 14 agosto, perdendo la Supercoppa europea ai tiri di rigore contro il Liverpool campione d'Europa. Il Chelsea, eliminato dalla League Cup al quarto turno per mano del Manchester Utd, perde la finale di FA Cup il 1º agosto 2020 contro l'Arsenal (2-1), dopo il quarto posto ottenuto in campionato.
Nella stagione seguente i Blues vincono il girone di Champions, mentre in Coppa di Lega vengono eliminati dal Tottenham al quarto turno, dopo i tiri di rigore. Il 25 gennaio 2021, dopo aver battuto il Luton Town al quarto turno di FA Cup e con la squadra al nono posto in Premier a 11 punti dal Manchester Utd capolista, avendo subito 5 sconfitte nelle ultime 8 partite di campionato (e avendone vinte solo 2 delle ultime 9), viene esonerato.

#### Everton
Il 31 gennaio 2022, subentra sulla panchina dell'Everton, sedicesimo in Premier League, sostituendo l'esonerato Rafael Benitez. Ottiene la salvezza alla penultima giornata grazie alla vittoria in rimonta con il Crystal Palace (3-2) terminando il campionato al sedicesimo posto. Il 23 gennaio 2023 viene esonerato con la squadra al penultimo posto in classifica con soli 15 punti raccolti in 20 incontri.

#### Ritorno al Chelsea
Il 6 aprile 2023, dopo l'esonero di Graham Potter, viene richiamato alla guida del Chelsea, in quel momento undicesimo in classifica con 39 punti, con un contratto fino al termine stagione. Due giorni dopo, al debutto, perde contro il Wolverhampton (1-0). Con due sconfitte per 2-0 viene eliminato ai quarti di Champions per mano del Real Madrid. La prima vittoria in campionato arriva il 6 maggio contro il Bournemouth (1-3), dopo le prime quattro partite perse. Termina il campionato al dodicesimo posto, con un bilancio di una vittoria, due pareggi e sei sconfitte.

#### Coventry City
Rimasto senza contratto per oltre un anno e mezzo, il 28 novembre 2024 viene annunciato come nuovo allenatore del Coventry City, squadra di seconda divisione inglese, con cui sottoscrive un contratto di due anni e mezzo.

## Fuori dal campo

### Controversie
Nell'estate del 2000 circolò sul web un video che ritraeva Lampard, insieme ai compagni di nazionale Rio Ferdinand e Kieron Dyer, in atteggiamenti intimi con una donna in un villaggio turistico di Agia Napa a Cipro. I tre, con l'appoggio dei rispettivi club, smentirono qualsiasi voce riguardante questo episodio e il video incriminato fu presto rimosso dalla rete.
Il 23 settembre 2001 il Chelsea punì Lampard, John Terry, Eiður Guðjohnsen e Jody Morris a causa di una sbornia rimediata la notte del 12 settembre in un hotel di Heathrow. Durante quella serata i quattro avevano infastidito alcuni turisti statunitensi, già spaventati dagli attentati dell'11 settembre.

### Cultura di massa
Nel settembre del 2009, insieme ai compagni di nazionale Theo Walcott e Wayne Rooney, è stato il testimonial del videogioco calcistico FIFA 10.

## Statistiche
Tra club, nazionale maggiore e nazionali giovanili, Frank Lampard ha giocato 1040 partite segnando 312 reti, alla media di 0,3 gol a partita.

### Presenze e reti nei club
| Stagione             | Squadra              | Campionato           | Campionato | Campionato | Coppe nazionali | Coppe nazionali | Coppe nazionali | Coppe continentali | Coppe continentali | Coppe continentali | Altre coppe | Altre coppe | Altre coppe | Totale | Totale |
| Stagione             | Squadra              | Comp                 | Pres       | Reti       | Comp            | Pres            | Reti            | Comp               | Pres               | Reti               | Comp        | Pres        | Reti        | Pres   | Reti   |
| -------------------- | -------------------- | -------------------- | ---------- | ---------- | --------------- | --------------- | --------------- | ------------------ | ------------------ | ------------------ | ----------- | ----------- | ----------- | ------ | ------ |
| lug. -sett. 1995     | West Ham             | PL                   | 0          | 0          | FACup+CdL       | 0+0             | 0               | -                  | -                  | -                  | -           | -           | -           | 0      | 0      |
| ott. -dic.1995       | Swansea City         | SD                   | 9          | 1          | FACup+CdL       | 0+0             | 0               | -                  | -                  | -                  | EFL         | 2           | 0           | 11     | 1      |
| gen. -giu. 1996      | West Ham             | PL                   | 2          | 0          | FACup+CdL       | 0+0             | 0               | -                  | -                  | -                  | -           | -           | -           | 2      | 0      |
| 1996-1997            | West Ham             | PL                   | 13         | 0          | FACup+CdL       | 1+2             | 0               | -                  | -                  | -                  | -           | -           | -           | 16     | 0      |
| 1997-1998            | West Ham             | PL                   | 31         | 5          | FACup+CdL       | 6+5             | 1+4             | -                  | -                  | -                  | -           | -           | -           | 42     | 10     |
| 1998-1999            | West Ham             | PL                   | 38         | 5          | FACup+CdL       | 1+2             | 0+1             | -                  | -                  | -                  | -           | -           | -           | 41     | 6      |
| 1999-2000            | West Ham             | PL                   | 34         | 7          | FACup+CdL       | 1+4             | 0+3             | Int+CU             | 6+4                | 3+1                | -           | -           | -           | 49     | 14     |
| 2000-2001            | West Ham             | PL                   | 30         | 7          | FACup+CdL       | 4+3             | 1+1             | -                  | -                  | -                  | -           | -           | -           | 37     | 9      |
| Totale West Ham      | Totale West Ham      | Totale West Ham      | 148        | 24         |                 | 29              | 11              |                    | 10                 | 4                  |             | -           | -           | 187    | 39     |
| 2001-2002            | Chelsea              | PL                   | 37         | 5          | FACup+CdL       | 8+4             | 1+0             | CU                 | 4                  | 1                  | -           | -           | -           | 53     | 7      |
| 2002-2003            | Chelsea              | PL                   | 38         | 6          | FACup+CdL       | 5+3             | 1+0             | CU                 | 2                  | 1                  | -           | -           | -           | 48     | 8      |
| 2003-2004            | Chelsea              | PL                   | 38         | 10         | FACup+CdL       | 4+2             | 1+0             | UCL                | 14                 | 4                  | -           | -           | -           | 58     | 15     |
| 2004-2005            | Chelsea              | PL                   | 38         | 13         | FACup+CdL       | 2+6             | 0+2             | UCL                | 12                 | 4                  | -           | -           | -           | 58     | 19     |
| 2005-2006            | Chelsea              | PL                   | 35         | 16         | FACup+CdL       | 5+1             | 2+0             | UCL                | 8                  | 2                  | CS          | 1           | 0           | 50     | 20     |
| 2006-2007            | Chelsea              | PL                   | 37         | 11         | FACup+CdL       | 7+6             | 6+3             | UCL                | 11                 | 1                  | CS          | 1           | 0           | 62     | 21     |
| 2007-2008            | Chelsea              | PL                   | 24         | 10         | FACup+CdL       | 1+3             | 2+4             | UCL                | 11                 | 4                  | CS          | 1           | 0           | 40     | 20     |
| 2008-2009            | Chelsea              | PL                   | 37         | 12         | FACup+CdL       | 7+2             | 3+2             | UCL                | 11                 | 3                  | -           | -           | -           | 57     | 20     |
| 2009-2010            | Chelsea              | PL                   | 36         | 22         | FACup+CdL       | 6+1             | 3+0             | UCL                | 7                  | 1                  | CS          | 1           | 1           | 51     | 27     |
| 2010-2011            | Chelsea              | PL                   | 24         | 10         | FACup+CdL       | 3+0             | 3+0             | UCL                | 4                  | 0                  | CS          | 1           | 0           | 32     | 13     |
| 2011-2012            | Chelsea              | PL                   | 30         | 11         | FACup+CdL       | 5+2             | 2+0             | UCL                | 12                 | 3                  | -           | -           | -           | 49     | 16     |
| 2012-2013            | Chelsea              | PL                   | 29         | 15         | FACup+CdL       | 4+3             | 2+0             | UCL+UEL            | 3+7                | 0                  | CS+SU+Cmc   | 1+1+2       | 0           | 50     | 17     |
| 2013-2014            | Chelsea              | PL                   | 26         | 6          | FACup+CdL       | 1+1             | 0+1             | UCL                | 11                 | 1                  | SU          | 1           | 0           | 40     | 8      |
| Totale Chelsea       | Totale Chelsea       | Totale Chelsea       | 429        | 147        |                 | 92              | 38              |                    | 117                | 25                 |             | 10          | 1           | 648    | 211    |
| 2014-2015            | Manchester City      | PL                   | 32         | 6          | FACup+CdL       | 2+1             | 0+2             | UCL                | 3                  | 0                  | CS          | 0           | 0           | 38     | 8      |
| lug. -dic.2015       | New York City        | MLS                  | 10         | 3          | USOC            | 0               | 0               | -                  | -                  | -                  | -           | -           | -           | 10     | 3      |
| 2016                 | New York City        | MLS                  | 19+2       | 12+0       | USOC            | 0               | 0               | -                  | -                  | -                  | -           | -           | -           | 21     | 12     |
| Totale New York City | Totale New York City | Totale New York City | 29+2       | 15+0       |                 | 0               | 0               |                    | -                  | -                  |             | -           | -           | 31     | 15     |
| Totale carriera      | Totale carriera      | Totale carriera      | 647+2      | 193+0      |                 | 124             | 51              |                    | 130                | 29                 |             | 12          | 1           | 915    | 274    |

### Presenze e reti in nazionale
| Cronologia completa delle presenze e delle reti in nazionale ― Inghilterra | Cronologia completa delle presenze e delle reti in nazionale ― Inghilterra | Cronologia completa delle presenze e delle reti in nazionale ― Inghilterra | Cronologia completa delle presenze e delle reti in nazionale ― Inghilterra | Cronologia completa delle presenze e delle reti in nazionale ― Inghilterra | Cronologia completa delle presenze e delle reti in nazionale ― Inghilterra | Cronologia completa delle presenze e delle reti in nazionale ― Inghilterra | Cronologia completa delle presenze e delle reti in nazionale ― Inghilterra |
| Data                                                                       | Città                                                                      | In casa                                                                    | Risultato                                                                  | Ospiti                                                                     | Competizione                                                               | Reti                                                                       | Note                                                                       |
| -------------------------------------------------------------------------- | -------------------------------------------------------------------------- | -------------------------------------------------------------------------- | -------------------------------------------------------------------------- | -------------------------------------------------------------------------- | -------------------------------------------------------------------------- | -------------------------------------------------------------------------- | -------------------------------------------------------------------------- |
| 10-10-2000                                                                 | Sunderland                                                                 | Inghilterra                                                                | 2 – 1                                                                      | Belgio                                                                     | Amichevole                                                                 | -                                                                          | 76’                                                                        |
| 28-2-2001                                                                  | Birmingham                                                                 | Inghilterra                                                                | 3 – 0                                                                      | Spagna                                                                     | Amichevole                                                                 | -                                                                          | 46’                                                                        |
| 15-8-2001                                                                  | Londra                                                                     | Inghilterra                                                                | 0 – 2                                                                      | Paesi Bassi                                                                | Amichevole                                                                 | -                                                                          | 46’                                                                        |
| 10-11-2001                                                                 | Manchester                                                                 | Inghilterra                                                                | 1 – 1                                                                      | Svezia                                                                     | Amichevole                                                                 | -                                                                          | 86’                                                                        |
| 13-2-2002                                                                  | Amsterdam                                                                  | Paesi Bassi                                                                | 1 – 1                                                                      | Inghilterra                                                                | Amichevole                                                                 | -                                                                          | 77’                                                                        |
| 27-3-2002                                                                  | Leeds                                                                      | Inghilterra                                                                | 1 – 2                                                                      | Italia                                                                     | Amichevole                                                                 | -                                                                          | 46’                                                                        |
| 17-4-2002                                                                  | Liverpool                                                                  | Inghilterra                                                                | 4 – 0                                                                      | Paraguay                                                                   | Amichevole                                                                 | -                                                                          | 68’                                                                        |
| 12-2-2003                                                                  | Newham                                                                     | Inghilterra                                                                | 1 – 3                                                                      | Australia                                                                  | Amichevole                                                                 | -                                                                          | 46’                                                                        |
| 22-5-2003                                                                  | Durban                                                                     | Sudafrica                                                                  | 1 – 2                                                                      | Inghilterra                                                                | Amichevole                                                                 | -                                                                          | 68’                                                                        |
| 3-6-2003                                                                   | Leicester                                                                  | Inghilterra                                                                | 2 – 1                                                                      | Serbia e Montenegro                                                        | Amichevole                                                                 | -                                                                          | 66’                                                                        |
| 11-6-2003                                                                  | Middlesbrough                                                              | Inghilterra                                                                | 2 – 1                                                                      | Slovacchia                                                                 | Qual. Euro 2004                                                            | -                                                                          |                                                                            |
| 20-8-2003                                                                  | Ipswich                                                                    | Inghilterra                                                                | 3 – 1                                                                      | Croazia                                                                    | Amichevole                                                                 | 1                                                                          | 27’                                                                        |
| 6-9-2003                                                                   | Skopje                                                                     | Macedonia                                                                  | 1 – 2                                                                      | Inghilterra                                                                | Qual. Euro 2004                                                            | -                                                                          | 46’                                                                        |
| 10-9-2003                                                                  | Manchester                                                                 | Inghilterra                                                                | 2 – 0                                                                      | Liechtenstein                                                              | Qual. Euro 2004                                                            | -                                                                          |                                                                            |
| 11-10-2003                                                                 | Istanbul                                                                   | Turchia                                                                    | 0 – 0                                                                      | Inghilterra                                                                | Qual. Euro 2004                                                            | -                                                                          | 88’                                                                        |
| 16-11-2003                                                                 | Manchester                                                                 | Inghilterra                                                                | 2 – 3                                                                      | Danimarca                                                                  | Amichevole                                                                 | -                                                                          |                                                                            |
| 18-2-2004                                                                  | Faro                                                                       | Portogallo                                                                 | 1 – 1                                                                      | Inghilterra                                                                | Amichevole                                                                 | -                                                                          | 46’                                                                        |
| 1-6-2004                                                                   | Manchester                                                                 | Inghilterra                                                                | 1 – 1                                                                      | Giappone                                                                   | Amichevole                                                                 | -                                                                          | 82’                                                                        |
| 5-6-2004                                                                   | Manchester                                                                 | Inghilterra                                                                | 6 – 1                                                                      | Islanda                                                                    | Amichevole                                                                 | 1                                                                          | 46’                                                                        |
| 13-6-2004                                                                  | Lisbona                                                                    | Francia                                                                    | 2 – 1                                                                      | Inghilterra                                                                | Euro 2004 - 1º turno                                                       | 1                                                                          | 71’                                                                        |
| 17-6-2004                                                                  | Coimbra                                                                    | Inghilterra                                                                | 3 – 0                                                                      | Svizzera                                                                   | Euro 2004 - 1º turno                                                       | -                                                                          |                                                                            |
| 21-6-2004                                                                  | Lisbona                                                                    | Croazia                                                                    | 2 – 4                                                                      | Inghilterra                                                                | Euro 2004 - 1º turno                                                       | 1                                                                          | 84’                                                                        |
| 24-6-2004                                                                  | Lisbona                                                                    | Portogallo                                                                 | 2 – 2 dts (6 - 5 dtr)                                                      | Inghilterra                                                                | Euro 2004 - Quarti di finale                                               | 1                                                                          |                                                                            |
| 18-8-2004                                                                  | Newcastle                                                                  | Inghilterra                                                                | 3 – 0                                                                      | Ucraina                                                                    | Amichevole                                                                 | -                                                                          | 75’                                                                        |
| 4-9-2004                                                                   | Vienna                                                                     | Austria                                                                    | 2 – 2                                                                      | Inghilterra                                                                | Qual. Mondiali 2006                                                        | 1                                                                          |                                                                            |
| 8-9-2004                                                                   | Chorzów                                                                    | Polonia                                                                    | 1 – 2                                                                      | Inghilterra                                                                | Qual. Mondiali 2006                                                        | -                                                                          |                                                                            |
| 9-10-2004                                                                  | Manchester                                                                 | Inghilterra                                                                | 2 – 0                                                                      | Galles                                                                     | Qual. Mondiali 2006                                                        | 1                                                                          |                                                                            |
| 13-10-2004                                                                 | Baku                                                                       | Azerbaigian                                                                | 0 – 1                                                                      | Inghilterra                                                                | Qual. Mondiali 2006                                                        | -                                                                          |                                                                            |
| 17-11-2004                                                                 | Madrid                                                                     | Spagna                                                                     | 1 – 0                                                                      | Inghilterra                                                                | Amichevole                                                                 | -                                                                          | 60’                                                                        |
| 9-2-2005                                                                   | Birmingham                                                                 | Inghilterra                                                                | 0 – 0                                                                      | Paesi Bassi                                                                | Amichevole                                                                 | -                                                                          | 46’                                                                        |
| 26-3-2005                                                                  | Manchester                                                                 | Inghilterra                                                                | 4 – 0                                                                      | Irlanda del Nord                                                           | Qual. Mondiali 2006                                                        | 1                                                                          |                                                                            |
| 30-3-2005                                                                  | Newcastle                                                                  | Inghilterra                                                                | 2 – 0                                                                      | Azerbaigian                                                                | Qual. Mondiali 2006                                                        | -                                                                          |                                                                            |
| 17-8-2005                                                                  | Copenaghen                                                                 | Danimarca                                                                  | 4 – 1                                                                      | Inghilterra                                                                | Amichevole                                                                 | -                                                                          | 64’                                                                        |
| 3-9-2005                                                                   | Cardiff                                                                    | Galles                                                                     | 0 – 1                                                                      | Inghilterra                                                                | Qual. Mondiali 2006                                                        | -                                                                          |                                                                            |
| 7-9-2005                                                                   | Belfast                                                                    | Irlanda del Nord                                                           | 1 – 0                                                                      | Inghilterra                                                                | Qual. Mondiali 2006                                                        | -                                                                          | 80’                                                                        |
| 8-10-2005                                                                  | Manchester                                                                 | Inghilterra                                                                | 1 – 0                                                                      | Austria                                                                    | Qual. Mondiali 2006                                                        | 1                                                                          |                                                                            |
| 12-10-2005                                                                 | Manchester                                                                 | Inghilterra                                                                | 2 – 1                                                                      | Polonia                                                                    | Qual. Mondiali 2006                                                        | 1                                                                          |                                                                            |
| 12-11-2005                                                                 | Ginevra                                                                    | Argentina                                                                  | 2 – 3                                                                      | Inghilterra                                                                | Amichevole                                                                 | -                                                                          | 48’                                                                        |
| 30-5-2006                                                                  | Manchester                                                                 | Inghilterra                                                                | 3 – 1                                                                      | Ungheria                                                                   | Amichevole                                                                 | -                                                                          |                                                                            |
| 3-6-2006                                                                   | Manchester                                                                 | Inghilterra                                                                | 6 – 0                                                                      | Giamaica                                                                   | Amichevole                                                                 | 1                                                                          | 68’                                                                        |
| 10-6-2006                                                                  | Francoforte                                                                | Inghilterra                                                                | 1 – 0                                                                      | Paraguay                                                                   | Mondiali 2006 - 1º turno                                                   | -                                                                          |                                                                            |
| 15-6-2006                                                                  | Norimberga                                                                 | Inghilterra                                                                | 2 – 0                                                                      | Trinidad e Tobago                                                          | Mondiali 2006 - 1º turno                                                   | -                                                                          | 64’                                                                        |
| 20-6-2006                                                                  | Colonia                                                                    | Svezia                                                                     | 2 – 2                                                                      | Inghilterra                                                                | Mondiali 2006 - 1º turno                                                   | -                                                                          |                                                                            |
| 25-6-2006                                                                  | Stoccarda                                                                  | Inghilterra                                                                | 1 – 0                                                                      | Ecuador                                                                    | Mondiali 2006 - Ottavi di finale                                           | -                                                                          |                                                                            |
| 1-7-2006                                                                   | Gelsenkirchen                                                              | Inghilterra                                                                | 0 – 0 dts (1 - 3 dtr)                                                      | Portogallo                                                                 | Mondiali 2006 - Quarti di finale                                           | -                                                                          |                                                                            |
| 16-8-2006                                                                  | Manchester                                                                 | Inghilterra                                                                | 4 – 0                                                                      | Grecia                                                                     | Amichevole                                                                 | 1                                                                          |                                                                            |
| 2-9-2006                                                                   | Manchester                                                                 | Inghilterra                                                                | 5 – 0                                                                      | Andorra                                                                    | Qual. Euro 2008                                                            | -                                                                          |                                                                            |
| 6-9-2006                                                                   | Skopje                                                                     | Macedonia                                                                  | 0 – 1                                                                      | Inghilterra                                                                | Qual. Euro 2008                                                            | -                                                                          |                                                                            |
| 7-10-2006                                                                  | Manchester                                                                 | Inghilterra                                                                | 0 – 0                                                                      | Macedonia                                                                  | Qual. Euro 2008                                                            | -                                                                          |                                                                            |
| 11-10-2006                                                                 | Zagabria                                                                   | Croazia                                                                    | 2 – 0                                                                      | Inghilterra                                                                | Qual. Euro 2008                                                            | -                                                                          |                                                                            |
| 15-11-2006                                                                 | Amsterdam                                                                  | Paesi Bassi                                                                | 1 – 1                                                                      | Inghilterra                                                                | Amichevole                                                                 | -                                                                          |                                                                            |
| 7-2-2007                                                                   | Manchester                                                                 | Inghilterra                                                                | 0 – 1                                                                      | Spagna                                                                     | Amichevole                                                                 | -                                                                          | 79’                                                                        |
| 24-3-2007                                                                  | Ramat Gan                                                                  | Israele                                                                    | 0 – 0                                                                      | Inghilterra                                                                | Qual. Euro 2008                                                            | -                                                                          |                                                                            |
| 1-6-2007                                                                   | Londra                                                                     | Inghilterra                                                                | 1 – 1                                                                      | Brasile                                                                    | Amichevole                                                                 | -                                                                          | 88’                                                                        |
| 6-6-2007                                                                   | Tallinn                                                                    | Estonia                                                                    | 0 – 3                                                                      | Inghilterra                                                                | Qual. Euro 2008                                                            | -                                                                          |                                                                            |
| 22-8-2007                                                                  | Londra                                                                     | Inghilterra                                                                | 1 – 2                                                                      | Germania                                                                   | Amichevole                                                                 | 1                                                                          |                                                                            |
| 13-10-2007                                                                 | Londra                                                                     | Inghilterra                                                                | 3 – 0                                                                      | Estonia                                                                    | Qual. Euro 2008                                                            | -                                                                          | 70’                                                                        |
| 17-10-2007                                                                 | Mosca                                                                      | Russia                                                                     | 2 – 1                                                                      | Inghilterra                                                                | Qual. Euro 2008                                                            | -                                                                          | 79’                                                                        |
| 16-11-2007                                                                 | Vienna                                                                     | Austria                                                                    | 0 – 1                                                                      | Inghilterra                                                                | Amichevole                                                                 | -                                                                          |                                                                            |
| 21-11-2007                                                                 | Londra                                                                     | Inghilterra                                                                | 2 – 3                                                                      | Croazia                                                                    | Qual. Euro 2008                                                            | 1                                                                          |                                                                            |
| 28-5-2008                                                                  | Londra                                                                     | Inghilterra                                                                | 2 – 0                                                                      | Stati Uniti                                                                | Amichevole                                                                 | -                                                                          | 57’                                                                        |
| 20-8-2008                                                                  | Londra                                                                     | Inghilterra                                                                | 2 – 2                                                                      | Rep. Ceca                                                                  | Amichevole                                                                 | -                                                                          | 79’                                                                        |
| 6-9-2008                                                                   | Barcellona                                                                 | Andorra                                                                    | 0 – 2                                                                      | Inghilterra                                                                | Qual. Mondiali 2010                                                        | -                                                                          | 80’                                                                        |
| 10-9-2008                                                                  | Zagabria                                                                   | Croazia                                                                    | 1 – 4                                                                      | Inghilterra                                                                | Qual. Mondiali 2010                                                        | -                                                                          |                                                                            |
| 11-10-2008                                                                 | Londra                                                                     | Inghilterra                                                                | 5 – 1                                                                      | Kazakistan                                                                 | Qual. Mondiali 2010                                                        | -                                                                          |                                                                            |
| 15-10-2008                                                                 | Minsk                                                                      | Bielorussia                                                                | 1 – 3                                                                      | Inghilterra                                                                | Qual. Mondiali 2010                                                        | -                                                                          |                                                                            |
| 11-2-2009                                                                  | Siviglia                                                                   | Spagna                                                                     | 2 – 0                                                                      | Inghilterra                                                                | Amichevole                                                                 | -                                                                          | 46’                                                                        |
| 28-3-2009                                                                  | Londra                                                                     | Inghilterra                                                                | 4 – 0                                                                      | Slovacchia                                                                 | Amichevole                                                                 | 1                                                                          |                                                                            |
| 1-4-2009                                                                   | Londra                                                                     | Inghilterra                                                                | 2 – 1                                                                      | Ucraina                                                                    | Qual. Mondiali 2010                                                        | -                                                                          |                                                                            |
| 6-6-2009                                                                   | Almaty                                                                     | Kazakistan                                                                 | 0 – 4                                                                      | Inghilterra                                                                | Qual. Mondiali 2010                                                        | 1                                                                          |                                                                            |
| 10-6-2009                                                                  | Londra                                                                     | Inghilterra                                                                | 6 – 0                                                                      | Andorra                                                                    | Qual. Mondiali 2010                                                        | 1                                                                          |                                                                            |
| 12-8-2009                                                                  | Amsterdam                                                                  | Paesi Bassi                                                                | 2 – 2                                                                      | Inghilterra                                                                | Amichevole                                                                 | -                                                                          |                                                                            |
| 5-9-2009                                                                   | Londra                                                                     | Inghilterra                                                                | 2 – 1                                                                      | Slovenia                                                                   | Amichevole                                                                 | 1                                                                          | 46’                                                                        |
| 9-9-2009                                                                   | Londra                                                                     | Inghilterra                                                                | 5 – 1                                                                      | Croazia                                                                    | Qual. Mondiali 2010                                                        | 2                                                                          |                                                                            |
| 10-10-2009                                                                 | Dnipropetrovs'k                                                            | Ucraina                                                                    | 1 – 0                                                                      | Inghilterra                                                                | Qual. Mondiali 2010                                                        | -                                                                          |                                                                            |
| 14-10-2009                                                                 | Londra                                                                     | Inghilterra                                                                | 3 – 0                                                                      | Bielorussia                                                                | Qual. Mondiali 2010                                                        | -                                                                          |                                                                            |
| 3-3-2010                                                                   | Londra                                                                     | Inghilterra                                                                | 3 – 1                                                                      | Egitto                                                                     | Amichevole                                                                 | -                                                                          | 46’                                                                        |
| 30-5-2010                                                                  | Graz                                                                       | Giappone                                                                   | 1 – 2                                                                      | Inghilterra                                                                | Amichevole                                                                 | -                                                                          |                                                                            |
| 12-6-2010                                                                  | Rustenburg                                                                 | Inghilterra                                                                | 1 – 1                                                                      | Stati Uniti                                                                | Mondiali 2010 - 1º turno                                                   | -                                                                          |                                                                            |
| 18-6-2010                                                                  | Città del Capo                                                             | Inghilterra                                                                | 0 – 0                                                                      | Algeria                                                                    | Mondiali 2010 - 1º turno                                                   | -                                                                          |                                                                            |
| 23-6-2010                                                                  | Port Elizabeth                                                             | Slovenia                                                                   | 0 – 1                                                                      | Inghilterra                                                                | Mondiali 2010 - 1º turno                                                   | -                                                                          |                                                                            |
| 27-6-2010                                                                  | Bloemfontein                                                               | Germania                                                                   | 4 – 1                                                                      | Inghilterra                                                                | Mondiali 2010 - Ottavi di finale                                           | -                                                                          |                                                                            |
| 11-8-2010                                                                  | Londra                                                                     | Inghilterra                                                                | 2 – 1                                                                      | Ungheria                                                                   | Amichevole                                                                 | -                                                                          | 46’                                                                        |
| 9-2-2011                                                                   | Copenaghen                                                                 | Danimarca                                                                  | 1 – 2                                                                      | Inghilterra                                                                | Amichevole                                                                 | -                                                                          | cap. - 46’                                                                 |
| 26-3-2011                                                                  | Cardiff                                                                    | Galles                                                                     | 0 – 2                                                                      | Inghilterra                                                                | Qual. Euro 2012                                                            | 1                                                                          |                                                                            |
| 4-6-2011                                                                   | Londra                                                                     | Inghilterra                                                                | 2 – 2                                                                      | Svizzera                                                                   | Qual. Euro 2012                                                            | 1                                                                          |                                                                            |
| 2-9-2011                                                                   | Sofia                                                                      | Bulgaria                                                                   | 0 – 3                                                                      | Inghilterra                                                                | Qual. Euro 2012                                                            | -                                                                          | 80’                                                                        |
| 6-9-2011                                                                   | Londra                                                                     | Inghilterra                                                                | 1 – 0                                                                      | Galles                                                                     | Qual. Euro 2012                                                            | -                                                                          | 73’                                                                        |
| 7-10-2011                                                                  | Podgorica                                                                  | Montenegro                                                                 | 2 – 2                                                                      | Inghilterra                                                                | Qual. Euro 2012                                                            | -                                                                          | 64’                                                                        |
| 12-11-2011                                                                 | Londra                                                                     | Inghilterra                                                                | 1 – 0                                                                      | Spagna                                                                     | Amichevole                                                                 | 1                                                                          | cap. - 57’                                                                 |
| 15-8-2012                                                                  | Berna                                                                      | Italia                                                                     | 1 – 2                                                                      | Inghilterra                                                                | Amichevole                                                                 | -                                                                          | cap. - 69’                                                                 |
| 7-9-2012                                                                   | Chișinău                                                                   | Moldavia                                                                   | 0 – 5                                                                      | Inghilterra                                                                | Qual. Mondiali 2014                                                        | 2                                                                          |                                                                            |
| 11-9-2012                                                                  | Londra                                                                     | Inghilterra                                                                | 1 – 1                                                                      | Ucraina                                                                    | Qual. Mondiali 2014                                                        | 1                                                                          |                                                                            |
| 6-2-2013                                                                   | Londra                                                                     | Inghilterra                                                                | 2 – 1                                                                      | Brasile                                                                    | Amichevole                                                                 | 1                                                                          | 46’                                                                        |
| 22-3-2013                                                                  | Serravalle                                                                 | San Marino                                                                 | 0 – 8                                                                      | Inghilterra                                                                | Qual. Mondiali 2014                                                        | 1                                                                          | cap. - 67’                                                                 |
| 29-5-2013                                                                  | Londra                                                                     | Inghilterra                                                                | 1 – 1                                                                      | Irlanda                                                                    | Amichevole                                                                 | 1                                                                          |                                                                            |
| 2-6-2013                                                                   | Rio de Janeiro                                                             | Brasile                                                                    | 2 – 2                                                                      | Inghilterra                                                                | Amichevole                                                                 | -                                                                          | cap.                                                                       |
| 14-8-2013                                                                  | Londra                                                                     | Inghilterra                                                                | 3 – 2                                                                      | Scozia                                                                     | Amichevole                                                                 | -                                                                          | 46’ - 63’                                                                  |
| 6-9-2013                                                                   | Londra                                                                     | Inghilterra                                                                | 4 – 0                                                                      | Moldavia                                                                   | Qual. Mondiali 2014                                                        | -                                                                          |                                                                            |
| 10-9-2013                                                                  | Kiev                                                                       | Ucraina                                                                    | 0 – 0                                                                      | Inghilterra                                                                | Qual. Mondiali 2014                                                        | -                                                                          |                                                                            |
| 11-10-2013                                                                 | Londra                                                                     | Inghilterra                                                                | 4 – 1                                                                      | Montenegro                                                                 | Qual. Mondiali 2014                                                        | -                                                                          | 65’                                                                        |
| 15-10-2013                                                                 | Londra                                                                     | Inghilterra                                                                | 2 – 0                                                                      | Polonia                                                                    | Qual. Mondiali 2014                                                        | -                                                                          | 71’ - 76’                                                                  |
| 15-11-2013                                                                 | Londra                                                                     | Inghilterra                                                                | 0 – 2                                                                      | Cile                                                                       | Amichevole                                                                 | -                                                                          | cap. - 71’                                                                 |
| 4-6-2014                                                                   | Miami Gardens                                                              | Ecuador                                                                    | 2 – 2                                                                      | Inghilterra                                                                | Amichevole                                                                 | -                                                                          | cap.                                                                       |
| 7-6-2014                                                                   | Miami Gardens                                                              | Inghilterra                                                                | 0 – 0                                                                      | Honduras                                                                   | Amichevole                                                                 | -                                                                          | 83’                                                                        |
| 24-6-2014                                                                  | Belo Horizonte                                                             | Costa Rica                                                                 | 0 – 0                                                                      | Inghilterra                                                                | Mondiali 2014 - 1º turno                                                   | -                                                                          | cap.                                                                       |
| Totale                                                                     |                                                                            | Presenze (8º posto)                                                        | 106                                                                        |                                                                            | Reti (10º posto)                                                           | 29                                                                         |                                                                            |

### Statistiche da allenatore
Statistiche aggiornate al 13 maggio 2025.
| Stagione        | Squadra         | Campionato      | Campionato | Campionato | Campionato | Campionato | Coppe nazionali | Coppe nazionali | Coppe nazionali | Coppe nazionali | Coppe nazionali | Coppe continentali | Coppe continentali | Coppe continentali | Coppe continentali | Coppe continentali | Altre coppe | Altre coppe | Altre coppe | Altre coppe | Altre coppe | Totale | Totale | Totale | Totale | % Vittorie | Piazzamento |
| Stagione        | Squadra         | Comp            | G          | V          | N          | P          | Comp            | G               | V               | N               | P               | Comp               | G                  | V                  | N                  | P                  | Comp        | G           | V           | N           | P           | G      | V      | N      | P      | %          | Piazzamento |
| --------------- | --------------- | --------------- | ---------- | ---------- | ---------- | ---------- | --------------- | --------------- | --------------- | --------------- | --------------- | ------------------ | ------------------ | ------------------ | ------------------ | ------------------ | ----------- | ----------- | ----------- | ----------- | ----------- | ------ | ------ | ------ | ------ | ---------- | ----------- |
| 2018-2019       | Derby County    | FLC             | 46+3       | 20+1       | 14+0       | 12+2       | FACup+CdL       | 4+4             | 1+2             | 2+1             | 1+1             | -                  | -                  | -                  | -                  | -                  | -           | -           | -           | -           | -           | 57     | 24     | 17     | 16     | 42,11      | 6º          |
| 2019-2020       | Chelsea         | PL              | 38         | 20         | 6          | 12         | FACup+CdL       | 6+2             | 5+1             | 0+0             | 1+1             | UCL                | 8                  | 3                  | 2                  | 3                  | SU          | 1           | 0           | 1           | 0           | 55     | 29     | 9      | 17     | 52,73      | 4º          |
| 2020-gen. 2021  | Chelsea         | PL              | 19         | 8          | 5          | 6          | FACup+CdL       | 2+2             | 2+1             | 0+1             | 0+0             | UCL                | 6                  | 4                  | 2                  | 0                  | -           | -           | -           | -           | -           | 29     | 15     | 8      | 6      | 51,72      | Esonerato   |
| gen.-giu. 2022  | Everton         | PL              | 18         | 6          | 2          | 10         | FACup+CdL       | 3+0             | 2               | 0               | 1               | -                  | -                  | -                  | -                  | -                  | -           | -           | -           | -           | -           | 21     | 8      | 2      | 11     | 38,10      | 16°         |
| 2022-gen. 2023  | Everton         | PL              | 20         | 3          | 6          | 11         | FACup+CdL       | 1+2             | 0+1             | 0+0             | 1+1             | -                  | -                  | -                  | -                  | -                  | -           | -           | -           | -           | -           | 23     | 4      | 6      | 13     | 17,39      | Esonerato   |
| Totale Everton  | Totale Everton  | Totale Everton  | 38         | 9          | 8          | 21         |                 | 6               | 3               | 0               | 3               |                    | -                  | -                  | -                  | -                  |             | -           | -           | -           | -           | 44     | 12     | 8      | 24     | 27,27      |             |
| gen.-giu. 2023  | Chelsea         | PL              | 9          | 1          | 2          | 6          | FACup+CdL       | -               | -               | -               | -               | UCL                | 2                  | 0                  | 0                  | 2                  | -           | -           | -           | -           | -           | 11     | 1      | 2      | 8      | &9,09      | 12º         |
| Totale Chelsea  | Totale Chelsea  | Totale Chelsea  | 66         | 29         | 13         | 24         |                 | 12              | 9               | 1               | 2               |                    | 16                 | 7                  | 4                  | 5                  |             | 1           | 0           | 1           | 0           | 95     | 45     | 19     | 31     | 47,37      |             |
| 2024-2025       | Coventry City   | FLC             | 29+2       | 16         | 4+1        | 9+1        | FACup+CdL       | 2+0             | 0+0             | 1+0             | 1+0             | -                  | -                  | -                  | -                  | -                  | -           | -           | -           | -           | -           | 33     | 16     | 6      | 11     | 48,48      | 5º          |
| Totale carriera | Totale carriera | Totale carriera | 184        | 75         | 40         | 69         |                 | 28              | 15              | 5               | 8               |                    | 16                 | 7                  | 4                  | 5                  |             | 1           | 0           | 1           | 0           | 229    | 97     | 50     | 82     | 42,36      |             |

### Record
- Calciatore ad aver segnato più reti con la maglia del Chelsea (211).[140]

## Palmarès

### Competizioni nazionali
- Campionato inglese: 3

Chelsea: 2004-2005, 2005-2006, 2009-2010
- Coppa di Lega inglese: 2

Chelsea: 2004-2005, 2006-2007
- Community Shield: 2

Chelsea: 2005, 2009
- Coppa d'Inghilterra: 4

Chelsea: 2006-2007, 2008-2009, 2009-2010, 2011-2012

### Competizioni internazionali
- Coppa Intertoto UEFA: 1

West Ham: 1999
- UEFA Champions League: 1

Chelsea: 2011-2012
- UEFA Europa League: 1

Chelsea: 2012-2013

### Premi individuali
- Giocatore dell'anno dell'Inghilterra: 2

2004, 2005
- Miglior assistman della Premier League: 2

2004-2005, 2009-2010
- Giocatore dell'anno della FWA: 1

2005
- Giocatore dell'anno dei tifosi della Professional Footballers' Association: 1

2005
- FIFA/FIFPro World XI: 1

2005
- Capocannoniere della Coppa di Lega inglese: 1

2007-2008 (4 gol)
- Miglior centrocampista della UEFA Champions League: 1

2008
- All-Time XI dell'Europeo Under-21: 1

2015
- Globe Soccer Awards: 1

Premio alla carriera per calciatori: 2015

## Opere
- Frank Lampard, Totally Frank: The Autobiography of Frank Lampard, HarperCollins UK, 29 aprile 2010, ISBN 978-00-07-38221-7.